# Donwerbach
Der Donwerbach ist ein 9,4 km langer linker und westlicher Zufluss der Mosel.

## Verlauf
Der Donwerbach entspringt südlich von Flaxweiler auf einer Höhe von etwa 310 m. Er fließt zunächst nach Westen. Bei Buchholz, welches er südlich umfließt, ändert er seine Richtung nach Südwesten, fließt westlich an Oberdonven vorbei und durchquert dann Niederdonven, um schließlich bei Ahn in die Mosel einzumünden.

## Charakter
Der Donwerbach ist ein feinmaterialreicher, karbonatischer Mittelgebirgsbach. Er hat einen natürlichen Oberwasserkörper und seine Gewässerentwicklungfähigkeit wird mit gut bewertet.